# Jugend forscht

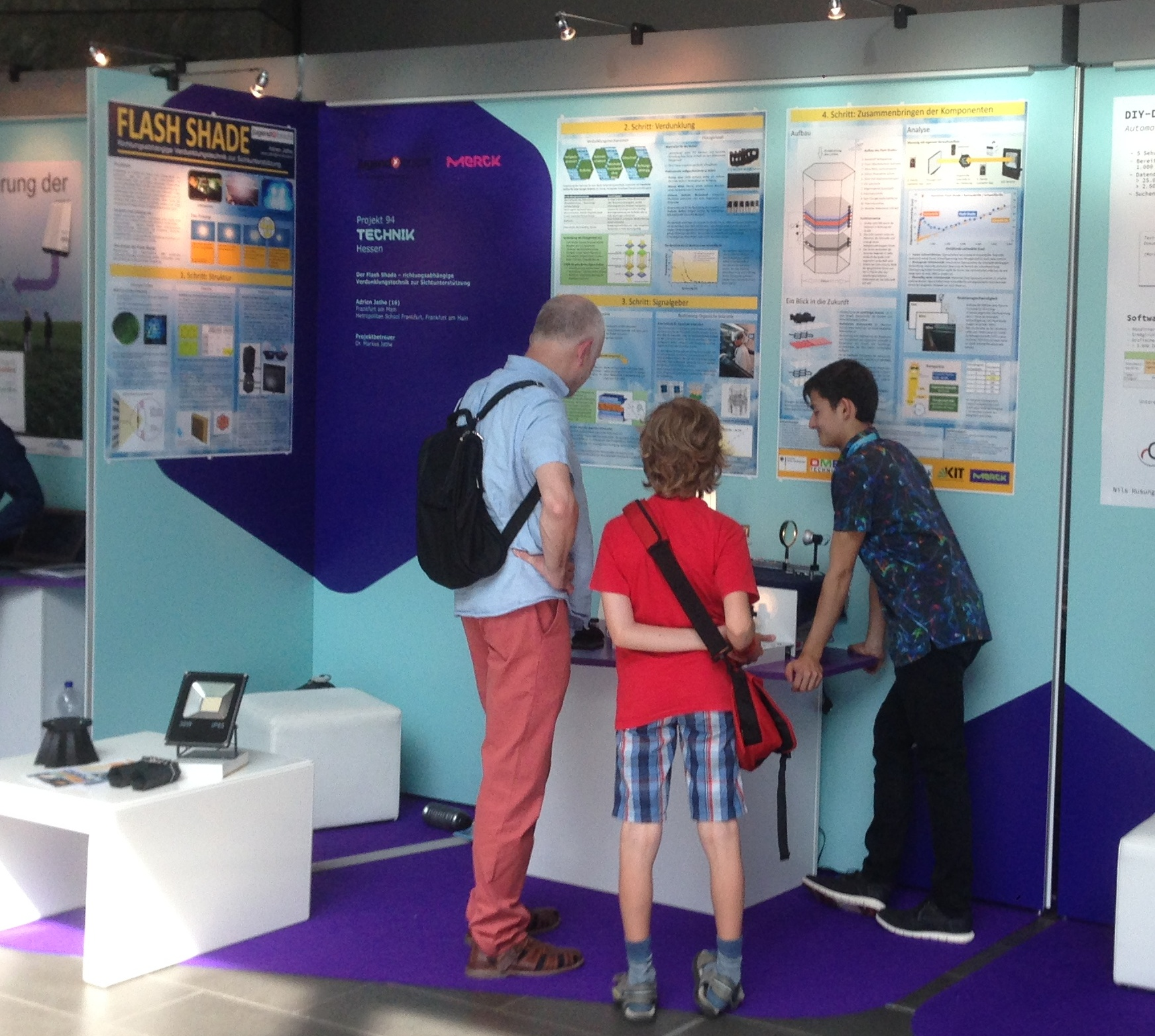
En elev beskrivet sitt bidrag, Darmstadt 2018

Jugend forscht är en tävling mellan skolbarn och andra ungdomar som hölls sedan 60 år (gäller 2025) i Tyskland.
Bidrag mottas främst för ämnesområdena matematik/informatik, naturvetenskap och teknik. De flesta tävlande kommer från ett av landets gymnasier men alla skolbarn som minst är i det fjärde skolåret och som är yngre än 21 år kan delta. Tävlingens grundare var redaktören Henri Nannen från tidningen Stern. En av deltagarna var IT-företagaren Andreas von Bechtolsheim (i USA känd som Andy Bechtolscheim) som är en av grundarna av företaget Sun Microsystems.
Det första priset ligger under 2020-talet vid cirka 3000 Euro.